# 남조선해안경비대
조선해안경비대(朝鮮海岸警備隊) 또는 남조선해안경비대(南朝鮮海岸警備隊)는 1946년 창설된 통위부 예하의 해군 조직으로 대한민국 해군의 모체가 된다. 해방병단과 미군정청 예하 남조선해안경비국이 6월 15일에 통합하여 발족하였다.

## 창설 배경
1946년 6월 15일 해방병단(海防兵團)이 미군정청 통위부장 류동렬의 승인으로 해안경비대로 승격, 해안경비 임무를 수행하였다. 광복 후 조직된 해사대와 11월 조직된 해방병단은 도서와 해안의 방비를 맡았다. 해방병단은 미군정청의 인가를 받아 결단된 해사관계 군사단체로 재정적 곤란이 컸으나 일본해군이 남기고 간 공작시설을 확보하여 조함창(造艦廠)을 세우고 폐선을 수리하여 취항시키는 등의 활동을 하며 1,000명에 가까운 대원들을 확보하였다.

## 창설과 활동
1946년 6월 15일 군정법령 제86호로서 통위부 산하 조선해안경비국과 해방병단을 통합하여 해안경비대로 조직되고, 해방병단 총사령부는 1월 14일에 조직된 해방병단 본부를 조선해안경비대 총사령부로 소급하여 개칭였다.
1946년 9월 조선해안경비대는 미군정의 주선으로 미국 해군으로부터 상륙정 2척을 비롯한 함정과 잠수함들을 받았고, 10월 사령부를 서울특별자유시에 설립하였다. 1947년 진해, 김해, 인천, 제물포, 서산, 목포, 묵호, 군산, 울산, 포항, 부산 등지에 기지를 설치하여 해안경비대의 군함이 상륙할 곳을 마련하였다. 해안경비대는 정부수립직전까지 병력 3,000명, 함정 105척을 확보하였고 대한민국 정부가 수립되면서 해군으로 승격되었다.

## 역대 지휘부
- 손원일 1946년 6월 15일 ~ 1948년 8월 15일

## 같이 보기
- 조선해사대
- 해방병단